# William Sadler
William Thomas Sadler (Buffalo, 13 aprile 1950) è un attore statunitense.

## Biografia
Nato a Buffalo (New York), figlio di Jane e William Sadler, si diplomò alla Orchard Park High School. Sadler è noto principalmente per le sue interpretazioni nel film d'azione del 1990 58 minuti per morire - Die Harder, nel film drammatico del 1994 Le ali della libertà, nel film commedia del 1991 Un mitico viaggio, e in Il cavaliere del male.
Quando ha fatto la prima audizione per un ruolo in Die Hard 2, gli è stato detto che era troppo giovane. Con l'aiuto di un suo amico truccatore, fece una nuova audizione e vinse la parte. Nel 2004 ha partecipato alla serie televisiva Wonderfalls. Nel marzo 2011, Sadler ha fatto un'apparizione come ospite in Chase della NBC. Sadler è apparso come Matthew Ellis, il presidente degli Stati Uniti, in Iron Man 3 (2013).

## Filmografia

### Attore

#### Cinema
- Un poliziotto fuori di testa (Off Beat), regia Michael Dinner (1986)
- Fuga dal futuro - Danger Zone (Project X), regia di Jonathan Kaplan (1987)
- Un poliziotto a 4 zampe (K-9), regia di Rod Daniel (1989)
- Duro da uccidere (Hard to Kill), regia di Bruce Malmuth (1990)
- 58 minuti per morire - Die Harder (Die Hard 2), regia di Renny Harlin (1990)
- The Hot Spot - Il posto caldo (The Hot Spot), regia di Dennis Hopper (1990)
- Un mitico viaggio (Bill and Ted's Bogus Journey), regia di Peter Hewitt (1991)
- Effetto allucinante (Rush), regia di Lili Fini Zanuck (1991)
- I trasgressori (Trespass), regia di Walter Hill (1992)
- Freaked - Sgorbi (Freaked), regia di Alex Winter (1993)
- Le ali della libertà (The Shawshank Redemption), regia di Frank Darabont (1994)
- Il cavaliere del male (Demon Knight), regia di Gilbert Adler e Ernest Dickerson (1995)
- Il piacere del sangue (Bordello of Blood), regia di Gilbert Adler (1996)
- Solo, regia di Norberto Barba (1996)
- Generazione perfetta (Disturbing Behaviour), regia di David Nutter (1998)
- Il miglio verde (The Green Mile), regia di Frank Darabont (1999)
- Kinsey, regia di Bill Condon (2004)
- Confess, regia di Stefan Schaefer (2005)
- Purple Heart, regia di Bill Birrell (2005)
- Jimmy and Judy, regia di Jon Schroder e Randall Rubin (2006)
- La musica nel cuore - August Rush (August Rush), regia di Kirsten Sheridan (2007)
- The Mist, regia di Frank Darabont (2007)
- Eagle Eye, regia di D.J. Caruso (2008)
- Le colline sanguinano (The Hills Run Red), regia di David J. Schow (2009)
- Last day of Summer, regia di Vlad Yudin (2009)
- 40 carati (Man on a Ledge), regia di Asger Leth (2012)
- Being Flynn, regia di Paul Weitz (2012)
- See Girl Run, regia di Nate Meyer (2012)
- Iron Man 3, regia di Shane Black (2013)
- Machete Kills, regia di Robert Rodriguez (2013)
- The Historian, regia di Miles Doleac (2014)
- Il duello - By Way of Helena (The Duel), regia di Kieran Darcy-Smith (2016)
- Living Among Us, regia di Brian Metcalf (2018)
- Highwaymen - L'ultima imboscata (The Highwaymen), regia di John Lee Hancock (2019)
- Bill & Ted Face the Music, regia di Dean Parisot (2020)
- The Grudge, regia di Nicolas Pesce (2020)
- Alice Fades Away, regia di Ryan Bliss (2021)
- Il sacro male (The Unholy), regia di Evan Spiliotopoulos (2021)
- She Came from the Woods, regia di Erik Bloomquist (2022)
- Le notti di Salem (Salem's Lot), regia di Gary Dauberman (2024)

#### Televisione
- Un giustiziere a New York (The Equalizer) – serie TV, episodio 2x05 (1986)
- Jack, investigatore privato (Private Eye) – serie TV, 7 episodi (1987-1988)
- Vietnam addio (Tour of Duty) – serie TV, episodio 1x03 (1987)
- L'ispettore Tibbs (In the Heat of the Night) – serie TV, episodi 1x05-1x06 (1988)
- Pappa e ciccia (Roseanne) – serie TV, episodi 1x09-1x10 (1989)
- I racconti della cripta (Tales from the Crypt) – serie TV, episodi 1x01-6x08 (1989-1994)
- Incubi (Two-Fisted Tales), regia di Richard Donner – film TV (1992)
- Roadracers, regia di Robert Rodriguez – film TV (1994)
- Oltre i limiti (The Outer Limits) – serie TV, episodio 1x02 (1995)
- Star Trek: Deep Space Nine – serie TV, episodi 6x18-7x16-7x23 (1998-1999)
- Roswell – serie TV, 46 episodi (1999-2002)
- Ed – serie TV, episodio 3x14 (2003)
- Law & Order: Criminal Intent – serie TV, episodio 2x21 (2003)
- Wonderfalls – serie TV, 11 episodi (2004)
- JAG - Avvocati in divisa (JAG) – serie TV, episodio 10x03 (2004)
- Squadra emergenza (Third Watch) – serie TV, episodio 6x11 (2005)
- Tru Calling – serie TV, episodio 2x05 (2005)
- Law & Order - I due volti della giustizia (Law & Order) – serie TV, episodio 16x05 (2005)
- Law & Order - Il verdetto (Law & Order: Trial by Jury) – serie TV, episodio 1x10 (2005)
- CSI - Scena del crimine (CSI: Crime Scene Investigation) – serie TV, episodio 6x14 (2006)
- 11 settembre - Tragedia annunciata (The Path to 9/11) – miniserie TV, episodi 1x01-1x02 (2006)
- Numb3rs – serie TV, episodio 3x18 (2007)
- Traveler – serie TV, 7 episodi (2007)
- Fringe – serie TV, episodi 1x08-4x03 (2008-2012)
- Medium – serie TV, episodio 4x05 (2008)
- Three Rivers – serie TV, episodi 1x08-1x11 (2009-2010)
- Criminal Minds – serie TV, episodio 5x03 (2009)
- Hawaii Five-0 – serie TV, 11 episodi (2010-2020)
- The Pacific – miniserie TV, 4 episodi (2010)
- Mercy – serie TV, episodi 1x21-1x22 (2010)
- Chase – serie TV, episodio 1x17-1x18 (2011)
- White Collar – serie TV, episodio 3x02 (2011)
- Person of Interest – serie TV, episodio 1x01 (2011)
- Damages – serie TV, 6 episodi (2012)
- 666 Park Avenue – serie TV, episodi 1x12-1x13 (2013)
- Golden Boy – serie TV, episodi 1x04-1x13 (2013)
- Elementary – serie TV, episodi 2x08 (2013)
- The Blacklist – serie TV, 4 episodi (2013-2019)
- Homeland - Caccia alla spia (Homeland) – serie TV, episodi 3x05-3x08-3x10 (2013)
- Madam Secretary – serie TV, episodi 1x01-1x22 (2014-2015)
- Dal tramonto all'alba - La serie (From Dusk till Dawn: The Series) – serie TV, episodi 1x09-1x10 (2014)
- The Flash – serie TV, episodio 1x02 (2014)
- Z Nation – serie TV, episodio 2x03 (2015)
- Agents of S.H.I.E.L.D. – serie TV, episodi 3x01-3x11-3x13 (2015-2016)
- Blue Bloods – serie TV, 2 episodi (2015-2019)
- Berlin Station – serie TV, 4 episodi (2016)
- Power – serie TV, 18 episodi (2017-2018)
- When We Rise – miniserie TV, puntata 4 (2017)
- Bull – serie TV, episodio 3x10 (2018)
- God Friended Me – serie TV, episodi 2x09-2x17 (2019-2020)
- Law & Order - Unità vittime speciali (Law & Order: Special Victims Unit) – serie TV, episodio 20x16 (2019)
- When They See Us, regia di Ava DuVernay – miniserie TV, 3 puntate (2019)
- Sfida al presidente - The Comey Rule (The Comey Rule), regia di Billy Ray – miniserie TV (2020)
- Hudson Falls – serie TV, episodio 1x01 (2021)
- The Good Fight – serie TV, episodio 6x06 (2022)
- Full Circle, regia di Steven Soderbergh – miniserie TV, 4 puntate (2023)

### Doppiatore
- The Bourne Conspiracy (Robert Ludlum's The Bourne Conspiracy) - videogioco, voce di Alexander Conklin (2008)
- Our Cartoon President – serie animata, 37 episodi (2018-2020)

## Doppiatori italiani
Nelle versioni in italiano delle opere in cui ha recitato, William Sadler è stato doppiato da:
- Luca Biagini in Fuga dal futuro - Danger Zone, I racconti della cripta, I trasgressori, Law & Order - I due volti della giustizia, The Mist, Criminal Minds, The Pacific, Homeland - Caccia alla spia, When We Rise, The Grudge, Full Circle
- Sergio Di Giulio in Roswell, 11 settembre - Tragedia annunciata, La musica nel cuore - August Rush, Hawaii Five-0 (st. 1-2, 4-5), 40 carati, Agents of S.H.I.E.L.D.
- Michele Gammino in 666 Park Avenue, Fringe, The Blacklist, White Collar
- Carlo Valli in Incubi, Damages, The Good Fight
- Paolo Buglioni in Un mitico viaggio, Blue Bloods
- Stefano Mondini in Freaked - Sgorbi, Le notti di Salem
- Oliviero Dinelli in Wonderfalls, Bull
- Gaetano Varcasia in Kinsey, CSI - Scena del crimine
- Antonio Sanna in Eagle Eye, Sfida al presidente - The Comey Rule
- Gianni Giuliano in Iron Man 3, When They See Us
- Ennio Coltorti in Machete Kills, Il sacro male
- Stefano De Sando in Golden Boy, Power
- Gino La Monica in Duro da uccidere
- Gianni Bertoncin in 58 minuti per morire - Die Harder
- Marco Mete in The Hot Spot - Il posto caldo
- Carlo Reali in Effetto allucinante
- Danilo De Girolamo in Le ali della libertà
- Fabrizio Temperini ne Il cavaliere del male
- Dario Penne in Solo
- Sandro Sardone in Generazione perfetta
- Domenico Brioschi in Law & Order: Criminal Intent
- Luciano Roffi in Squadra emergenza
- Angelo Maggi in Law & Order - Il verdetto
- Mauro Gravina in Confess
- Saverio Moriones in Numb3rs
- Vladimiro Conti in The Flash
- Marco Balzarotti in Le colline sanguinano
- Stefano Alessandroni in Z Nation
- Fabrizio Pucci in Jimmy and Judy
- Stefano Oppedisano in Hawaii Five-0 (ep. 10x22)
- Ambrogio Colombo in Law &  Order - Unità vittime speciali
- Luca Dal Fabbro in Hunters
- Mino Caprio in Bill & Ted Face the Music

Da doppiatore è sostituito da:
- Riccardo Rovatti in The Bourne Conspiracy
- Luca Dal Fabbro in Our Cartoon President